# ليبوس
لبوس (بالألمانية: Lebus) هي بلدة و بلدة ألمانية تقع في ألمانيا في ليبوس.  يقدر عدد سكانها بـ 3,346 نسمة .

## أعلام
- جورج فون بلومنتال
- ديتريش بولو
- جونتر أيش